# Рехиар
Рехиар (на латински: Rechiar; Reciarius, Rechiarius; † декември 456 г.) e крал на свевите през 448 – 456 г. в испанска Галиция.
Син е на краля на свевите Речила и съпругата му, която е дъщеря на Валия (крал на вестготите). Брат е на Рицимер, който e magister militum на Западната Римска империя.
Преди да стане крал Рехиар става християнин и остава католик.
През август 448 г. наследява трона от баща си. Поради несъгласието на някои фамилни членове с неговото възкачване на трона, той предприема грабежен поход.
Той се жени 449 г. за арианската вестготска принцеса, дъщеря на Теодерих I, крал на вестготите 418 – 451 г., което води до приемане на арианството от свевите. Тя е внучка на Аларих I и правнучка на Атаулф и Гала Плацидия, дъщерята на император Теодосий I. Сестра е на кралете вестготите Торизмунд (крал 451 – 453), Теодерих II (крал 453 – 466), Ойрих (крал 466 – 484) и на сестра, омъжена за Хунерик (крал на вандалите, † 484).
Той не признава римското право и не назначава римски чиновници в управлението. През февруари 449 г. Рехиар провежда грабежен поход в територията на баските. Не участва в нападенията на Атила в Галия (451 г.), а сключва мир с император Валентиниан III през 452 г. Договорът свършва с убийството на Валентиниан (16 март 455) и той напада в края на 455 г. Hispania Carthaginiensis и граби в провинцията Тараконска Испания.
На 5 октомври 456 г. претърпява голяма загуба в битка при Campus Paramus на рекичката Urbicus (днес Órbico), на 12 мили от Asturica (днес Асторга) от зет си Теодерих II. Рехиар е ранен и се опитва да избяга в Галиция. В Portus Cale (днес Порто в Португалия) е заловен и по нареждане на Теодерих II е екзекутиран през декември 456 г.
Свевите са покорени от вестготите. Тяхната самостоятелност като народ изчезва през 585 г.